# گولدهنگر
گولدهنگر (به انگلیسی: Goldhanger) یک روستا و محله مدنی در بریتانیا است که در مالدون واقع شده‌است. گولدهنگر ۶۵۴ نفر جمعیت دارد.